# Polychotomie
Een polychotomie of polytomie is de opdeling in meer dan twee niet-overlappende structuren of begrippen. De term komt naar analogie van de term dichotomie, van het Griekse dichotomia, wat tweedeling betekent. 

## Evolutiebiologie
Een voorbeeld van een polytomie in de evolutiebiologie is volgend cladogram, waar de clade van de Bikonta verdeeld wordt in 4 supergroepen. In de cladistiek worden echter dichotomieën vereist. Bij onzekerheid over de achtereenvolgende dichotomieën wordt dan een polytomie gebruikt om de voorlopige stand van de kennis weer te geven.
| clade Bikonta | \| \| Supergroep Excavata \| \| \| \| \| \| Supergroep Rhizaria (met o.a. de Radiolaria en de Foraminifera) \| \| \| \| \| \| Supergroep Chromalveolata (met o.a. de bruinwieren, de kiezelwieren, de dinoflagellaten, de ciliaten en de sporozoën) \| \| \| \| \| \| Supergroep Archaeplastida (met roodwieren, groenwieren en de overige planten) \| \| \| \| |
|               | \| \| Supergroep Excavata \| \| \| \| \| \| Supergroep Rhizaria (met o.a. de Radiolaria en de Foraminifera) \| \| \| \| \| \| Supergroep Chromalveolata (met o.a. de bruinwieren, de kiezelwieren, de dinoflagellaten, de ciliaten en de sporozoën) \| \| \| \| \| \| Supergroep Archaeplastida (met roodwieren, groenwieren en de overige planten) \| \| \| \| |
|               | clade Unikonta |
|               | |
|               | Supergroep Excavata |
|               | |
|               | Supergroep Rhizaria (met o.a. de Radiolaria en de Foraminifera) |
|               | |
|               | Supergroep Chromalveolata (met o.a. de bruinwieren, de kiezelwieren, de dinoflagellaten, de ciliaten en de sporozoën) |
|               | |
|               | Supergroep Archaeplastida (met roodwieren, groenwieren en de overige planten) |
|               | |

|  | Supergroep Excavata                                                                                                   |
|  | |
|  | Supergroep Rhizaria (met o.a. de Radiolaria en de Foraminifera)                                                       |
|  | |
|  | Supergroep Chromalveolata (met o.a. de bruinwieren, de kiezelwieren, de dinoflagellaten, de ciliaten en de sporozoën) |
|  | |
|  | Supergroep Archaeplastida (met roodwieren, groenwieren en de overige planten)                                         |
|  | |